# Quintrell Downs
 (mars 2024).
Quintrell Downs est un village des Cornouailles, en Angleterre. Le village fait partie de la paroisse civile de Colan.